# Han Grijzenhout
Johannes Grijzenhout, detto Han (Amsterdam, 22 dicembre 1932 – Gand, 17 dicembre 2020), è stato un allenatore di calcio e calciatore olandese, di ruolo difensore.

## Carriera
Dopo aver giocato per un lustro in patria negli anni cinquanta, nel 1972 approda sulla panchina del Cercle Bruges, prima divisione belga. Mantiene il club nella massima serie nazionale per cinque anni, passando al Lokeren nella stagione 1977-1978: in quest'annata, il Cercle Bruges retrocede in seconda divisione. Grijzenhout è richiamato alla guida del Cercle Bruges con l'obbiettivo di risalire in Division 1: la squadra vince il campionato di seconda divisione e ritorna in massima divisione. L'anno seguente, firma coi rivali del Club Bruges e vince il campionato. L'anno dopo allena il Gent, poi passa all'Ostenda (terza divisione). Nel 1982 torna al Cercle Bruges, successivamente diviene l'allenatore anche di Thor Waterschei e Kortrijk, terminando la carriera nel 1992, sulla panchina dell'Eendracht Aalst, esperienza conclusasi con la retrocessione della squadra in seconda divisione.

## Palmarès

### Allenatore
- Tweede klasse: 1

Cercle Bruges: 1978-1979
- Campionato belga: 1

Club Bruges: 1979-1980